# Gripopteryx coruja
Gripopteryx coruja är en bäcksländeart som beskrevs av Froehlich 1993. Gripopteryx coruja ingår i släktet Gripopteryx och familjen Gripopterygidae. Inga underarter finns listade i Catalogue of Life.